# Q
Qは、ラテン文字（アルファベット）の 17 番目の文字。小文字は q 。古いギリシャ文字のコッパ（Ϙ、ϙ）に由来する。

## 字形

筆記体

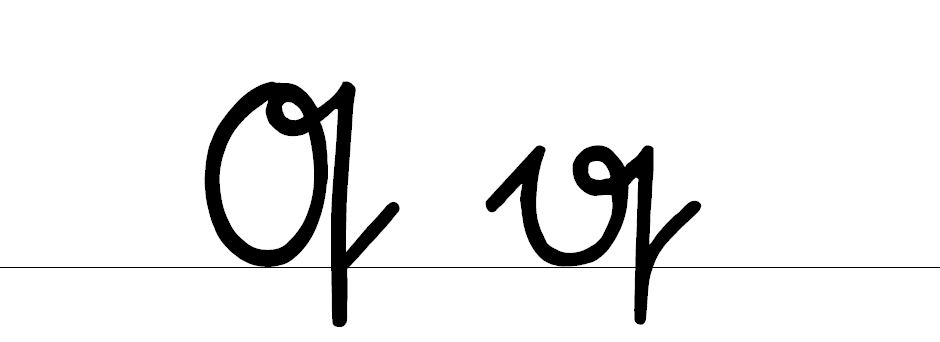
ジュッターリーン体

様々な字形が知られるが、いずれも円の下に短い縦棒（ヒゲ）が付属した形、すなわちコッパ (Ϙ) の変形である。ヒゲの関係で、大文字ではふつう円の部分は下から時計回りに書かれ、そのあとでヒゲを書く。また、ヒゲは、ベースラインを越えて下に突き出すことも多い。
1. ヒゲを右に曲げる。
2. ヒゲを円の真下でなく右に寄せる。フラクトゥールでは、{\displaystyle {\mathfrak {Q}}}である。
  1. さらにヒゲを円の中から円弧を突き抜ける形にする。
  2. 円に続けてヒゲを書くために、円の下部から時計回りに小さい円を描き、そのまま右下に突き出す。
3. ヒゲを水平に書く。このとき、円と少し離して書くことがある。また、水平線は波打たせることがある。
  1. 円と水平線を続けて書くために、円から斜め下に接続線を書く。縦線が復活する形になる。
  2. 筆記体では、円を真下から書き始めずに途中から書くことがある。この結果、数字の2のような形となる。
4. 小文字は、縦棒が右に寄り、長くなって円の右に接する形となり、ベースラインを越えて下に突き出す。数字の9と似た形となる（「p」を反転させた字形とも言える）。フラクトゥールでは、{\displaystyle {\mathfrak {q}}}である。
  1. 数字の9と区別するため、縦棒の下部や、縦棒のベースライン付近（円よりは下）にセリフを付けたり、縦棒の下部を右に曲げることがある。筆記体では、右に曲げて折り返し、左に曲がって棒に当たってから右上に跳ね返って次の文字に続ける。

## 呼称
- 羅：クウー /kwuː/
- 独：クー /kuː/、クヴェー /kveː/[2]
- 伊・西：ク /ku/
- 仏：キュ /ky/
- 蘭：キュー /kyː/
- 英: cue（キュー）/kjuː/
- 葡: quê（ケー）/keː/
- イネ：キー
- エス：kuo (クーオ)

## 音価
古いギリシャ文字のコッパ (Ϙ) は、[k] に似て、もっと喉の奥で発音する音だったようである。この理由により、[ku] における [k] の発音がコッパに近いとされ、[ku] の発音を表すために Q の字が残った。このため、現在でも qu の綴りで現れることが多い。英単語で qu にならないのは、カタールの綴り「Qatar」や、オーストラリアのカンタス航空の「Qantas」など、固有名詞にごく少数見られるだけである。現在Qが表す音価は、[k] ないしその類似音である。quの後に母音がついていることが多く、子音は少ない。
ラテン語と同様の [k]（qu の形でしか現れないものを含む）
- イタリア語、英語、オランダ語では qu の2字で kw の綴りと同じ [kw] の発音を表す。
- ドイツ語では qu の2字で kw の綴りと同じ [kv] の発音を表す。
- フランス語、スペイン語では qu の2字で [k] を表す。また、フランス語では cinq（5）, coq（雄鶏）といった q の語尾の単語があり、これも同様に発音する。　
- ポルトガル語では qu の綴りで a, o, u の前では [kw]、e, i の前で [k] または語によって [kw]。ただしブラジルでは2012年まで e, i の前で [kw] と発音するには qü と綴っていた。
- エスペラントでは外来語のみに使う。読み方がわからない場合、単独の q は [k]、qu は [kv] と発音することが推奨されている。qu を含む西欧語の単語がエスペラントに取り入れられた時は kv になる。(quality → kvalito)

古ギリシア語 Ϙ に連なるアラビア語 ق やそれに由来する音
- IPAでは [q] は無声口蓋垂破裂音を表す。
- アラビア語や古代エジプト語のラテン文字化、またウズベク語やケチュア語、グリーンランド語など、[q] 音をもつ言語の多くで q を [q] 音に当てている。
- マルタ語では声門破裂音 [ʔ] （アラビア語のハムザの発音）を表す。マルタ語はアラビア語から分化した言語であり、この音は ﻖ [q] 音から転訛したものである。

その他の軟口蓋音
- アゼルバイジャン語では有声軟口蓋破裂音 [ɡ]。
- フィジー語では前鼻音化を起こし [ŋɡ]。
- カイオワ語では声門音化した [kʼ]。

硬口蓋音
- 中国語のピンインでは、無声歯茎硬口蓋破擦音の有気音 [t͡ɕʰ] （日本語の「チ」を息を強く出した子音に近い）を表す。
  - 李克強（拼音: Lǐ Kèqiáng, リー・クーチアン）。

- アルバニア語では無声硬口蓋破裂音 [c] を表す。
- キルシェンバウムでは、小文字が有声硬口蓋摩擦音 [ʝ] を表す。

その他の音声
- コサ語やズールー語では後部歯茎吸着音 [kǃ]。
- 日本語の音素表記で、スモールキャップ (q) あるいはまれに大文字または小文字が「っ」の音素を表す。
- X-SAMPAでは、大文字は円唇後舌広母音 [ɒ]。

## Qの使用例

### 海外諸語の単語の略
疑問・質問
- query - 不明である状況や疑念のニュアンスを含む。
  - Q熱

- question - 解決すべき課題や、提案のニュアンスを含む。
  - FAQ（Q&A）

自然科学の概念
- quality - 質
  - Q値（品質係数） - 振動の状態を表す無次元量の値。
  - Q学習

- quantity - 量
  - Q - 物理量の熱量の略記号。

- quotient - 商（除法の解）
  - 大文字太字の Q あるいは黒板太字の {\displaystyle \mathbb {Q} } は、数学において有理数の全体を表す。
  - Q理論（トービンのq理論） - ジェームズ・トービンが提唱した経済理論。

特定の数量・割合
- Q - 四重奏団としてのカルテット（quartet）の略表記。
- quarter - クォーター
  - Q - スポーツの試合時間等を4分割した単位「クォーター」の略表記。1Q-4Qのように略記。
  - Q - 会計年度・会計期間の四半期（3ヶ月間）の略表記。1Q-4Qのように略記。
  - Q - 写真植字（写植）における文字の大きさの単位。一辺の長さ1歯 (4分の1ミリメートル) につき1Qである。同音の「級」を当てることも多い。

- Q - 五重奏団としてのクインテット（quintet）の略表記。
- q - SI接頭語のひとつ、クエクト（quecto）。10−30。
- Q - SI接頭語のひとつ、クエタ（quetta）。1030。

その他の単語
- qualify - （資格などを）与える、選出、（予選などの）通過
  - Q・q - 競技スポーツなどにおける予選通過記録（クオリファイ）の略。スコア表記の場合、大文字「Q」で順位通過・または順位通過選手、小文字「q」で記録通過・または記録通過選手を表す。

- queen - クイーン・女王
  - Q - トランプでクイーン (12) を表す略記号。
  - Q - チェスの棋譜などでクイーンを表す略記号。

- quelle - ラテン語で「源泉」、転じて「出典」の意。英語のquarryに相当。
  - Q資料

- Q - クルアーン（Quran：イスラームの聖典）の略。
- Q - 古代ローマ人の個人名クィントゥス (Quintus) の略。
- Q - 古代ローマの三主神の1柱、クゥイリーヌス（Quirinus）の略。市民階級（生産者階級）を神格化した神。豊穣神（穀物神）。金星神。
- Q (食感) - 台湾において「粘り気のあるもちもちした食感」を現わす語。

### 日本語の「きゅう」の音

富士急ハイランドのロゴマーク

- Q - 九州の俗表記。九州の路線バス乗り放題乗車券「SUNQパス」、JR九州提携のクレジットカードであるJQ CARDなど。
- Q - 鉄道会社の社名略記における「急行」「急」の俗表記。
  - KQ - 京浜急行電鉄のパスネット印字
  - TOQ - 東急電鉄が一部のサービスに用いた名称。TOQビジョンなど。
  - 富士急ハイランドのロゴマークは、赤い富士山のシルエットに白抜きのQである。
- Q車 - 旧車の俗表記。
- QQ車 - 救急車の略表記。医師や看護師の業務記録にみられる。
- おQ・おQ層 - 日本のインターネットスラング。第45回衆議院議員総選挙に際して当時の最大野党・民主党に投票した有権者層を揶揄する語。当時の与党・自民党・公明党に「お灸を据える意志を持って投票行動をとった」層の意。

### 団体・作品・商品等の名
「Q」の文字は、「謎」や「疑問」、または「解決」のニュアンスを含む語として、グループ名や、フィクション作品のタイトル表記等に用いられる。
- 阿Q正伝
- ウルトラQ - 日本のテレビ特撮ドラマ。円谷プロ作品第一作。
  - のちに、円谷プロ作品においてQの文字はよく使用されるにいたった。『マイティジャック』に登場する敵組織「Q」、『ウルトラマンA』第14話の必殺光線「スペースQ」、同作第48話の「Q歯科医院」、『ウルトラマンレオ』第43話の小型吸血円盤「デモスQ」。同作第47話の「テリナQ」など。
- ヱヴァンゲリヲン新劇場版:Q
- オバケのQ太郎
- Qシリーズ (小説)
- Green Q - クイーンズ伊勢丹のプライベートブランド。
- シャ乱Q - 日本のロックバンド。6枚目のアルバムは『GOLDEN Q』、公式ファンクラブはCLUB QUE（クラブキュー）。
- チョロQ
- バンデットQ - 1981年製作のイギリス映画「Time Bandits」の邦題。
- メロリンQ - 無名時代の山本太郎（のちに俳優、政治家）がテレビ番組『天才・たけしの元気が出るテレビ!!』内の企画イベント「高校生ダンス甲子園」において名乗った名前。
- クイズ番組等の名称
  - おサイフいっぱいクイズ! QQQのQ
  - カルトQ
  - クイズプレゼンバラエティー Qさま!!
  - ゲーム数字でQ
  - スーパーダイスQ
  - チャレンジQ
  - どっきりQ
  - なんでもQ
  - ベルトクイズQ&Q
- 実在団体の名称
  - Qアノン - アメリカ合衆国のインターネット・ミームおよび陰謀論。
  - 神真都Q
- 架空団体の名称
  - 『ルートダブル -Before Crime * After Days-』 - イエティより2012年に発売されたゲーム。劇中に登場するテロ組織の名が「Q」。「不明の者」という意味で、元々は為政者側が反体制側の市民団体につけた名称。そしてスケープゴートとしてテロ組織（過激派組織）に仕立て上げた。

### その他の使用例
- 鉄道のサインシステムにおいて、JR大和路線の路線記号として用いられる。
- Q符号 - 無線通信の略記号の一種。
- MS-DOSやWindowsなどで、CD-ROMドライブのドライブレターに「Q」がよく割り当てられる。
  - Q - フリーのPCエミュレータQEMUのmacOS向けポート。
- 株式のシンボル表記で「倒産手続き中」を意味する。
- 韓国の4人組ガールズバンド、QWERにおいて、メンバーのチョダン（朝鮮語版）（韓: 쵸단）を指す。
- 頻度分析 (暗号)においてQUと続く場合が多いことで利用される。

## 符号位置
| 大文字 | Unicode | JIS X 0213 | 文字参照            | 小文字 | Unicode | JIS X 0213 | 文字参照            | 備考     |
| ------ | ------- | ---------- | ------------------- | ------ | ------- | ---------- | ------------------- | -------- |
| Q      | U+0051  | 1-3-49     | &#x51; &#81;        | q      | U+0071  | 1-3-81     | &#x71; &#113;       |          |
| Ｑ     | U+FF31  | 1-3-49     | &#xFF31; &#65329;   | ｑ     | U+FF51  | 1-3-81     | &#xFF51; &#65361;   | 全角     |
| Ⓠ      | U+24C6  | ‐          | &#x24C6; &#9414;    | ⓠ      | U+24E0  | 1-12-42    | &#x24E0; &#9440;    | 丸囲み   |
| 🄠︎      | U+1F120 | ‐          | &#x1F120; &#127264; | ⒬      | U+24AC  | ‐          | &#x24AC; &#9388;    | 括弧付き |
| 𝐐      | U+1D410 | ‐          | &#x1D410; &#119824; | 𝐪      | U+1D42A | ‐          | &#x1D42A; &#119850; | 太字     |

## 他の表現法
| フォネティックコード | モールス符号 |
| Quebec               | －－・－     |

|        |          | ⠟    |
| 信号旗 | 手旗信号 | 点字 |